# Alison Rigaglia
Alison Rigaglia (Catania, 9 luglio 1998) è una calciatrice italiana, attaccante del Genoa.

## Biografia
Nata a Catania, in passato ha anche praticato la pallavolo. Nel marzo 2024 ha conseguito la laurea in scienze e tecniche delle attività motorie.

## Carriera
Alison Rigaglia nasce e cresce nelle giovanili della squadra del Nebrodi, in Sicilia, squadra per cui disputerà anche la Serie B dal 2014 al 2017.
Nel 2017 passa al Bologna, ove gioca titolare in quella che sarà l'ultima stagione di Serie B non a girone unico, per poi accasarsi alla San Marino Academy.
Dal 2018 al 2021 Alison Rigaglia sarà tra le protagoniste della cavalcata che porta il club sammarinese dalla Serie C alla Serie A, con due promozioni consecutive, segnando 19 reti in 51 presenze.
Nel 2021 viene acquistata dal Como, con cui vince il campionato cadetto, disputando 24 partite e segnando 6 reti. La stagione successiva, con i lariani promossi in Serie A, disputa 18 gettoni, contribuendo alla salvezza.
Nell'estate 2023 passa al Genoa, militante in Serie B. Qui colleziona 11 presenze consecutive a partire dall'inizio della stagione in rossoblù, salvo rimediare un infortunio che la costringe a stare lontano dal campo per il resto dell'annata. Torna in campo il 29 settembre 2024, dopo 287 giorni, quando all'87' di Lumezzane-Genoa 2-4 sostituisce Giulia Giacobbo.
Il 24 aprile 2025 rinnova il proprio contratto fino al giugno 2027.

## Statistiche

### Presenze e reti nei club
Statistiche aggiornate al 19 maggio 2025.
| Stagione                  | Squadra                   | Campionato                | Campionato | Campionato | Coppe nazionali | Coppe nazionali | Coppe nazionali | Coppe continentali | Coppe continentali | Coppe continentali | Altre coppe | Altre coppe | Altre coppe | Totale | Totale |
| Stagione                  | Squadra                   | Comp                      | Pres       | Reti       | Comp            | Pres            | Reti            | Comp               | Pres               | Reti               | Comp        | Pres        | Reti        | Pres   | Reti   |
| ------------------------- | ------------------------- | ------------------------- | ---------- | ---------- | --------------- | --------------- | --------------- | ------------------ | ------------------ | ------------------ | ----------- | ----------- | ----------- | ------ | ------ |
| 2018-2019                 | San Marino                | C                         | 21         | 14         | CIC             | 5               | 5               | -                  | -                  | -                  | -           | -           | -           | 26     | 19     |
| 2019-2020                 | San Marino                | B                         | 12         | 5          | CI              | 3               | 0               | -                  | -                  | -                  | -           | -           | -           | 15     | 5      |
| 2020-2021                 | San Marino                | A                         | 18         | 0          | CI              | 2               | 0               | -                  | -                  | -                  | -           | -           | -           | 20     | 0      |
| Totale San Marino Academy | Totale San Marino Academy | Totale San Marino Academy | 51         | 19         |                 | 10              | 5               |                    | -                  | -                  |             | -           | -           | 61     | 24     |
| 2021-2022                 | Como                      | B                         | 24         | 8          | CI              | 4               | 0               | -                  | -                  | -                  | -           | -           | -           | 28     | 8      |
| 2022-2023                 | Como                      | A                         | 18         | 0          | CI              | 1               | 0               | -                  | -                  | -                  | -           | -           | -           | 19     | 0      |
| Totale Como               | Totale Como               | Totale Como               | 42         | 8          |                 | 5               | 0               |                    | -                  | -                  |             | -           | -           | 47     | 8      |
| 2023-2024                 | Genoa                     | B                         | 11         | 0          | CI              | 0               | 0               | -                  | -                  | -                  | -           | -           | -           | 11     | 0      |
| 2024-2025                 | Genoa                     | B                         | 17         | 0          | CI              | 0               | 0               | -                  | -                  | -                  | -           | -           | -           | 17     | 0      |
| 2025-2026                 | Genoa                     | A                         | -          | -          | CI              | -               | -               |                    | -                  | -                  | AWC         | -           | -           | -      | -      |
| Totale Genoa              | Totale Genoa              | Totale Genoa              | 28         | 0          |                 | 0               | 0               |                    | -                  | -                  |             | -           | -           | 28     | 0      |
| Totale Carriera           | Totale Carriera           | Totale Carriera           | 121+       | 27+        |                 | 15+             | 5+              |                    | -                  | -                  |             | -           | -           | 136+   | 32+    |

## Palmarès
- Campionato italiano di Serie C: 1

San Marino Academy: 2018-2019
- Campionato italiano di Serie B: 1

Como: 2021-2022